# Denis Feron
Denis Lucien Émile Feron (* 22. März 1928 in Woluwe-Saint-Pierre; † 30. Juli 2015) war ein belgischer Skirennläufer und Manager.

## Biographie
Feron nahm in den 1950er Jahren an zwei Olympischen Winterspielen teil. Sein bestes Ergebnis erzielte er dabei 1956 bei den Spielen von Cortina d’Ampezzo mit Rang 38 in der Abfahrt. In der nur als Weltmeisterschaft gewerteten Kombination belegte er den 21. Platz. Sein Bruder Michel Feron nahm 1952 ebenfalls als Skirennläufer an den Spielen teil.
Nach seiner Karriere als Skirennläufer wanderte Feron in die Vereinigten Staaten aus und wurde CEO der Firma Chemetco, welche sich auf das Recycling von Kupfer spezialisierte.
1999 wurde Feron angeklagt, als CEO von Chemetco gegen den Clean Water Act verstoßen zu haben, in dem er durch eine illegale Pipeline verseuchte Abwässer in den Long Lake in Illinois geleitet habe. Nachdem Feron eine Strafe von 500.000 US-Dollar zahlte, wurde das Verfahren eingestellt. 2001 meldete Chemetco schließlich Konkurs an.

## Erfolge

### Olympische Winterspiele
- Oslo 1952: 63. Abfahrt, 65. Slalom, 73. Riesenslalom
- Cortina d’Ampezzo 1956: 38. Abfahrt, 46. Slalom, 65. Riesenslalom

### Weltmeisterschaften
- Oslo 1952: 63. Abfahrt, 65. Slalom, 73. Riesenslalom
- Cortina d’Ampezzo 1956: 21. Kombination, 38. Abfahrt, 46. Slalom, 65. Riesenslalom